# Khilji
Khilji (en népalais : खिल्जी) est un comité de développement villageois du Népal situé dans le district d'Arghakhanchi. Au recensement de 2011, il comptait 3 279 habitants.